# Faye (cantante)
Chan Wen-ting (Taipéi, 27 de agosto de 1981), conocida profesionalmente como Faye, es una cantante taiwanésa y mujer de negocios. Es la vocalista principal de la banda de Rock pop F.I.R., quien ganó el Premio de Melodía Dorada para Artista Nuevo Mejor en 2005. En 2017, Faye hizo su debut como solista con el álbum Little Outerspace.

## Vida personal
Faye nació en Taipéi , Taiwán. Su padre, Chan Ching-chao, es el gerente general de Taisun Enterprise, una compañía taiwanesa de alimentos y bebidas.
Asistió a la Escuela Privada Taipei Tsai Hsing y se graduó de la Universidad Católica Fu Jen en 2003, donde se especializó en literatura inglesa y fue miembro del grupo independiente "Yu Hun Band".
En 2009, Faye cofundó Lilla Fé, una compañía de productos aromáticos que vende cosméticos, productos para el cuidado de la piel y perfumes.

## Discografía

### F.I.R.
| Título del álbum               | Fecha de lanzamiento     | Discográfica        |
| ------------------------------ | ------------------------ | ------------------- |
| F.I.R. (飛兒樂團 同名專輯)     | 13 de abril de 2004      | Warner Music Taiwán |
| Unlimited (無限)               | 8 de abril de 2005       | Warner Music Taiwán |
| Flight Tribe (飛行部落)        | 28 de julio de 2006      | Warner Music Taiwán |
| Love · Diva (愛‧歌姬)          | 28 de septiembre de 2007 | Warner Music Taiwán |
| Let's Smile (讓我們一起微笑吧) | 25 de diciembre de 2009  | Warner Music Taiwán |
| Atlantis (亞特蘭提斯)          | 15 de abril de 2011      | Warner Music Taiwán |
| Better Life                    | 13 de diciembre de 2013  | Warner Music Taiwán |

### Álbumes de estudio
| Álbum                   | Detalles                                                                              |
| ----------------------- | ------------------------------------------------------------------------------------- |
| Little Outerspace小太空 | - Lanzamiento: 28 de julio de 2017 - Sello: I Did It - Formatos: CD, digital download |